# Chapelle des Pazzi

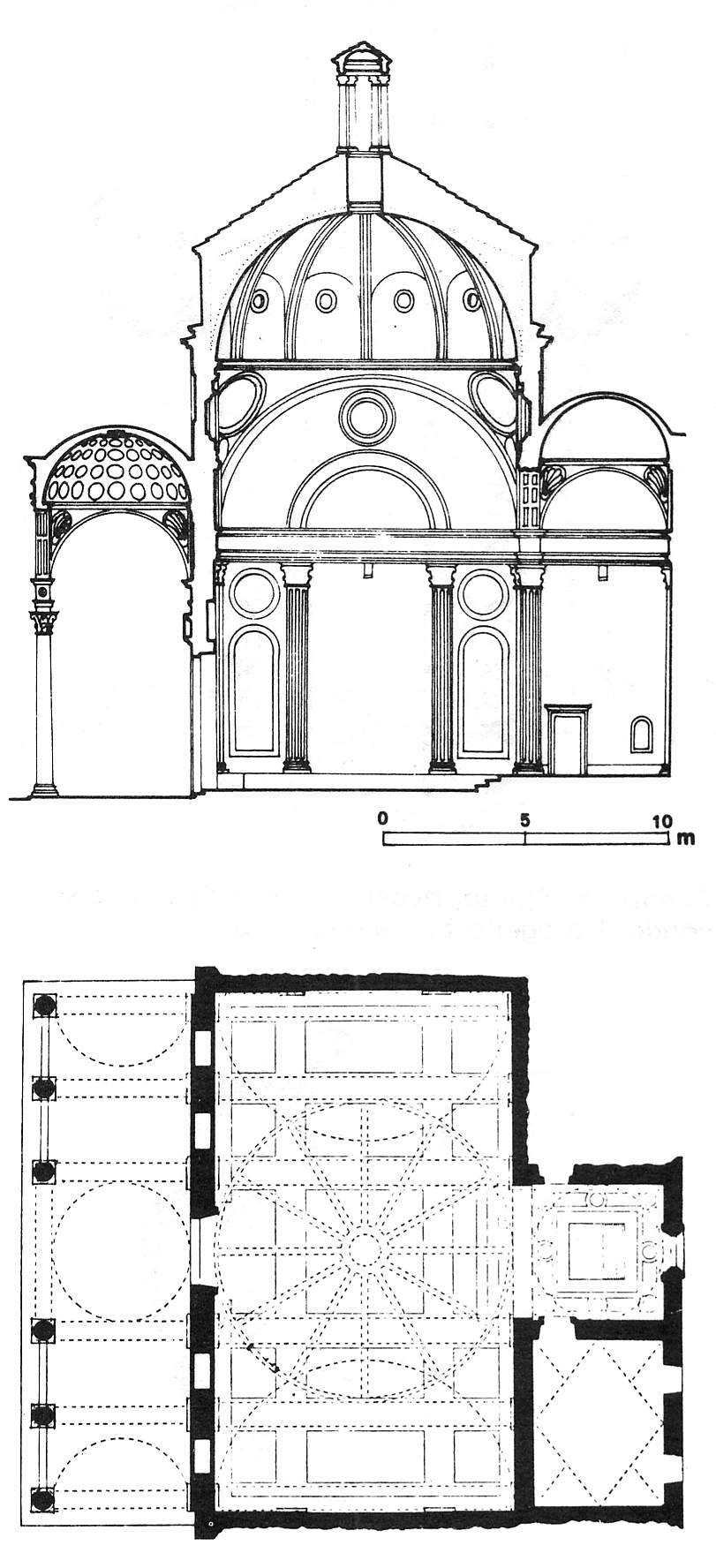
Plan de la chapelle.

La chapelle des Pazzi (en italien : Cappella dei Pazzi) est une chapelle située dans le premier cloître de la basilique Santa Croce à Florence en Italie,
une des œuvres architecturales de la Renaissance de Filippo Brunelleschi qu'il laissa inachevée.

## Histoire
Bien que les fonds de la chapelle aient été assemblés en 1429 par Andrea Pazzi (1372-1445), chef de la famille Pazzi, dont la richesse venait juste derrière celle des Médicis, la construction de l'édifice n'a commencé que vers 1441, puis la mort de Brunelleschi en 1446 voit le chantier repris par ses assistants Giuliano da Maiano, Luca della Robbia, Donatello, Salvi d'Andrea, et  Michelozzo, qui poursuivent les travaux jusqu'en 1478, année qui clôt les travaux à la suite des conséquences  de la conjuration des Pazzi qui, les ayant opposés aux Médicis, les bannirent vaincus de la ville. La chapelle resta en l'état et est restée vide depuis.

## Destination
L'édifice était destiné à l'enseignement des moines et autres desseins religieux. Cependant, l'arrière-pensée de la famille Pazzi était probablement de mettre leur marque sur la ville de Florence afin de montrer leur richesse et leur pouvoir à l'époque de la Renaissance italienne. Le fait que la ville soit en guerre avec une ville voisine à l'époque et que la famille possédait les fonds nécessaires pour la construction de cette chapelle montre l'importance de la famille Pazzi parmi le peuple de Florence.

## Architecture
Concernant le travail de Filippo Brunelleschi, il semble maintenant qu'il était probablement responsable du plan, qui est basé sur des formes géométriques simples, le carré et le cercle, mais pas pour l'exécution de l'édifice et les détails.
Une façade qu'il avait commencée, et dont on peut voir aujourd'hui seulement le registre inférieur, a été partiellement transformée par l'ajout d'un porche. La principale source d'inspiration pour cet édifice était le monastère dominicain de Santa Maria Novella à Florence.
La taille de la chapelle a été prédéterminée par des murs existants, malgré cela le bâtiment nous donne un aperçu des ambitions des architectes de la Renaissance dans leur lutte pour apporter une cohérence au langage architectural des colonnes, des pilastres, des arcs et des voûtes. Les éléments architecturaux de l'intérieur sont tous en pietra serena.
L'entrée se fait par la cupoletta, un portique ouvert (inachevé, sans fronton) soutenu par six colonnes corinthiennes et un arc central à plein-cintre, avec une coupole décorée de bleu.
La chapelle proprement dite comporte un atrium à voûte à berceau ornée de caissons et de rosaces des douze apôtres, une coupole hémisphérique s'ouvre en son centre, dont les écoinçons sont décorés également de médaillons en terracotta invetriata de Luca della Robbia, ici les quatre  évangélistes du tétramorphe.
Des médaillons de Luca della Robbia, les bustes des douze Apôtres, en faïence blanche sur fond bleu ciel, ornent les fenêtres et les cadres. Les quatre pendentifs représentant les quatre Évangélistes, qui bordent la coupole centrale, et le lanternon, sont attribués à Brunelleschi.
La sacristie (la scarsella ) comporte une coupole à voûte astronomique peinte comme celle de la vieille sacristie de la basilique San Lorenzo de Florence des Médicis et est due probablement au même peintre Giuliano Pesello conseillé par l'astronome Paolo Toscanelli.
L'architecte s'inspire, pour la construction de la chapelle de Pazzi, de la description de la Jérusalem céleste dans le dernier livre du Nouveau Testament, le Livre de l'Apocalypse. Dans le texte, la Jérusalem céleste est décrite comme ayant sa longueur, sa longueur et sa hauteur égales. Brunelleschi s'en inspire et donne comme base à la chapelle une forme de cube. De plus, dans le texte attribué à Saint Jean, la nouvelle Jérusalem possède douze portes, trois par côté dirigés chacun vers un des points cardinaux. Il y est aussi décrit que le mur de la ville sacré a douze fondation avec les inscription des noms des douze apôtres. L'artiste florentin prend exemple et donne à la chapelle douze portails moulés en stuc et surmontés chacun d'une effigie d'un des apôtres.

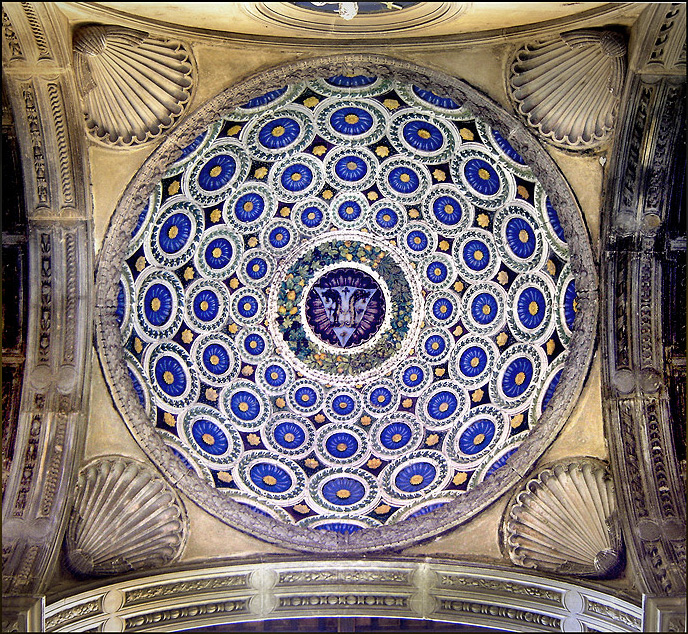
Voûte du portique
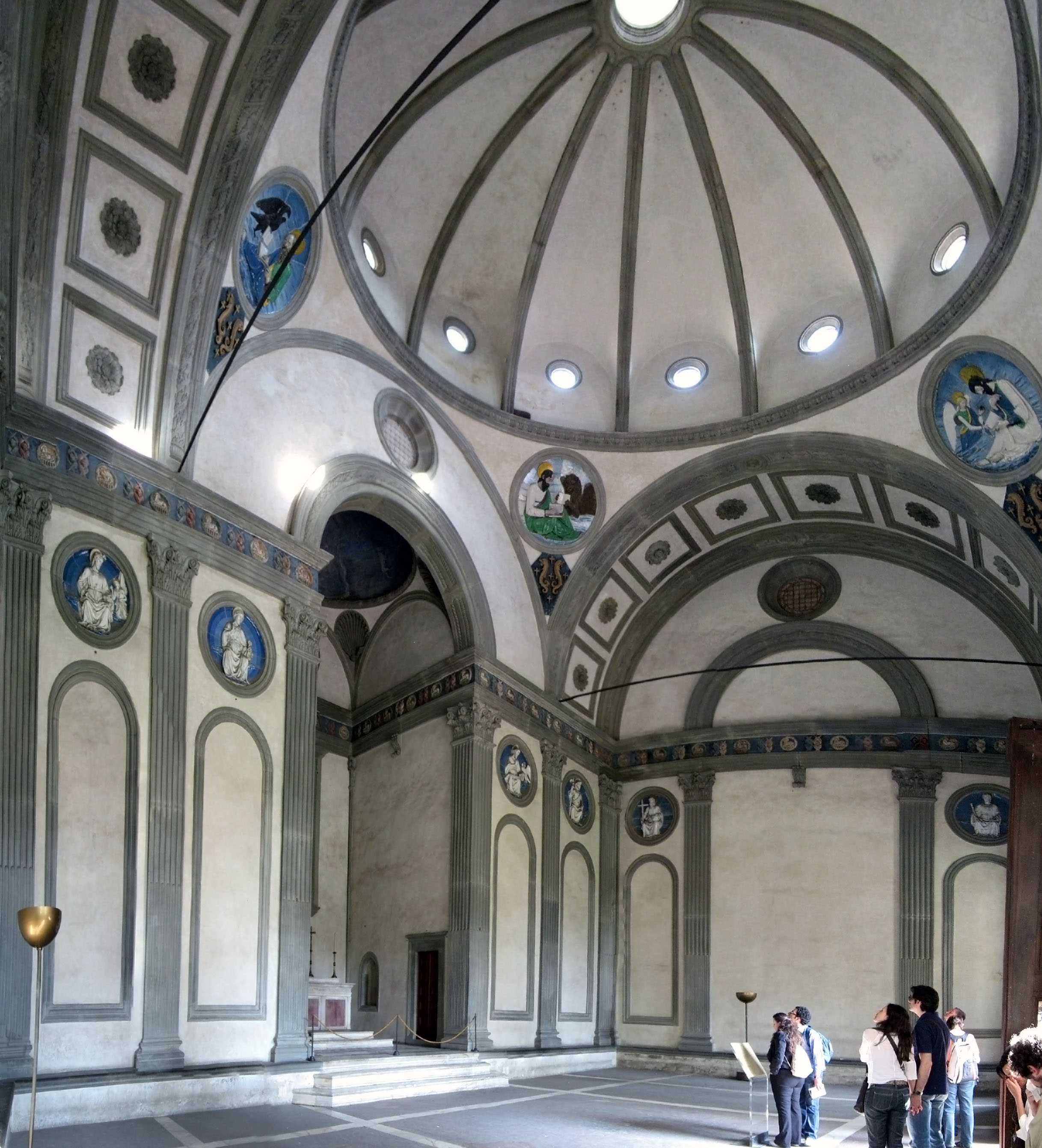
Intérieur de la chapelle
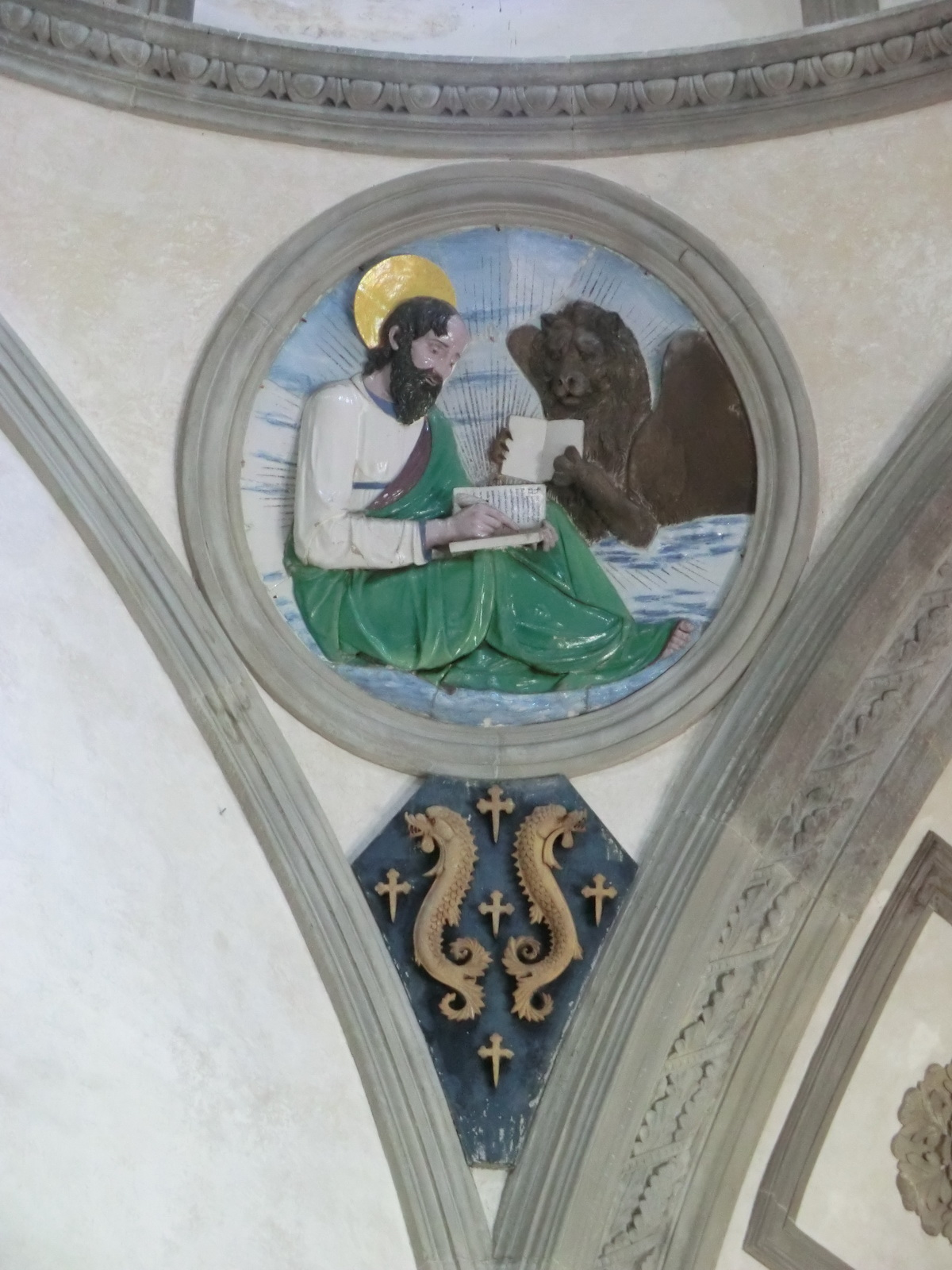
Médaillon de saint Marc
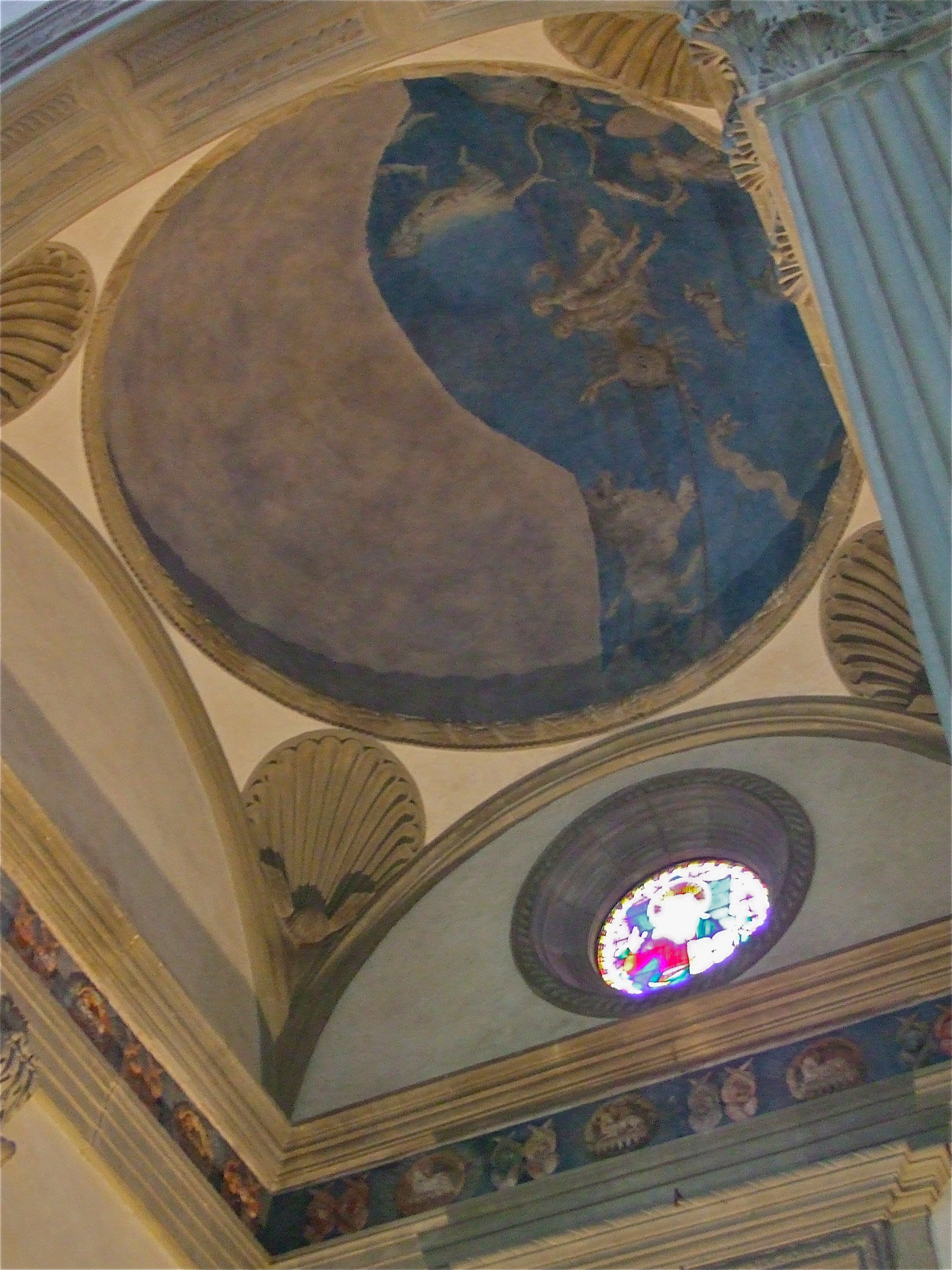
Voûte astronomique de la Scarcella